# Ribat de Arrifana
O Ribat de Arrifana (ou da Arrifana), igualmente conhecido como Castelo da Arrifana e Ribat da Atalaia, foi um complexo religioso e militar do período muçulmano, situado nas imediações da aldeia da Arrifana, no município de Aljezur, em Portugal. Segundo as fontes islâmicas, era utilizado como um convento para monges guerreiros, tendo começado a ser construído por volta de 1130 por Ibn Qasi, um líder muçulmano de Silves. Foi parcialmente convertido numa torre de atalaia no século XIV, que durou até ao século XVIII. Foi identificado pelos arqueólogos em 2001 nas ruínas da Ponta da Atalaia. É considerado como um dos principais vestígios do período mouro em Portugal, tendo sido classificado como Monumento Nacional em 2013.

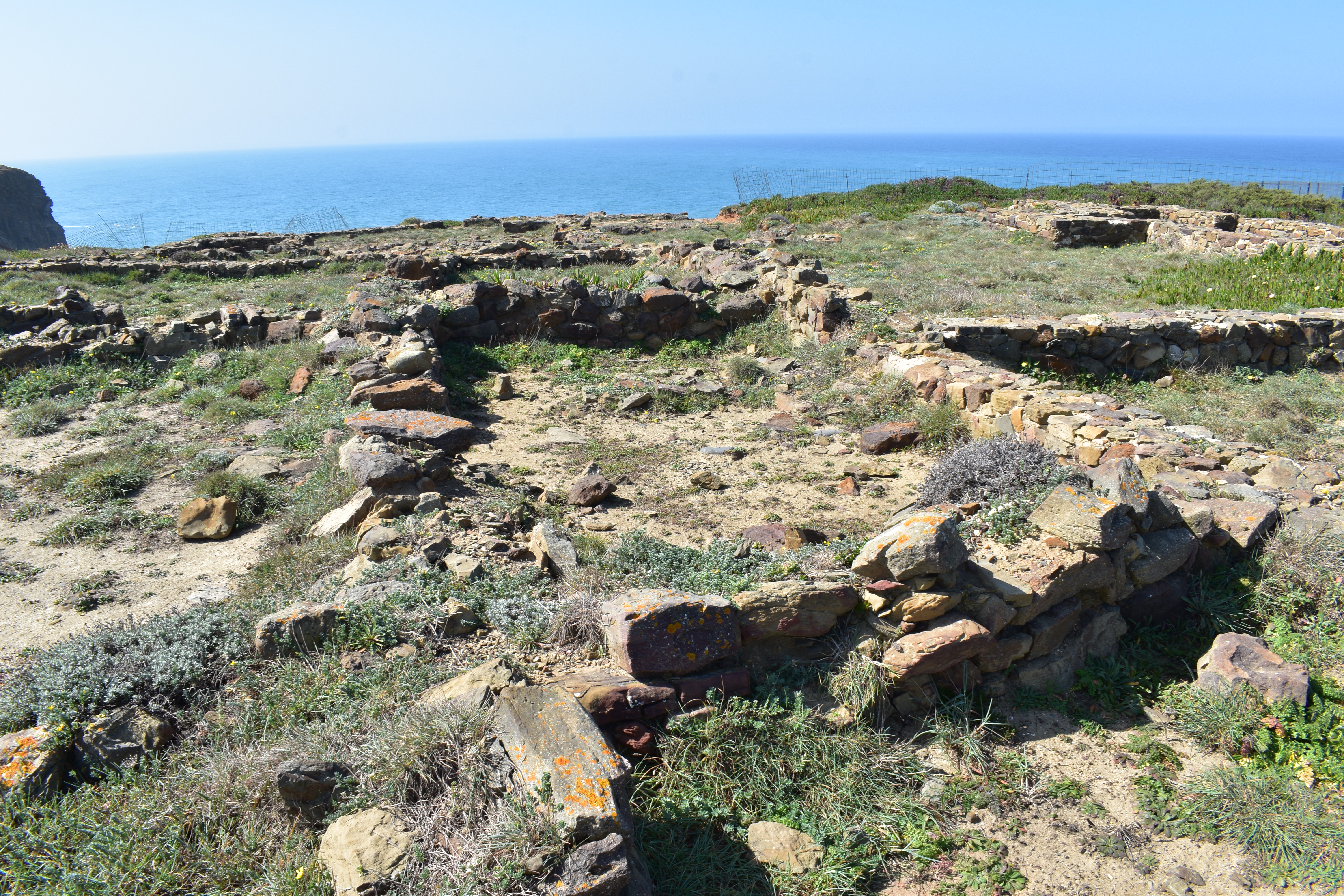
Sector I das ruínas do Ribat, em 2020

## Descrição

### Localização
O Ribat da Arrifana está situado na ponta da Atalaia, um pequeno promontório rochoso, na zona do Vale da Telha, na freguesia e concelho de Aljezur, parte do Distrito de Faro.
A zona da Ponta da Atalaia foi escolhida principalmente por motivos de importância estratégica, uma vez que permitia, nos dias de céu limpo, vigiar a faixa costeira desde o Cabo de São Vicente até ao Cabo Sardão, no Alentejo. Além disso, estava situado numa área que nessa altura formava a fronteira entre a região reconquistada pelos cristãos e a que ainda era dominada pelos muçulmanos, e ao mesmo tempo estava afastado de Faro e Silves, que estavam controlados pelos inimigos de Ibn Qasi. Por outro lado, aquele local também tinha vantagens do ponto de vista religioso, estando situado relativamente perto de uma alcaria ou de um local de grande importância espiritual, de forma a melhor difundir tanto a mensagem sufista como os próprios ideais de Ibn Qasi, que seriam o princípio de um novo governo teocrático. A sua localização costeira, numa zona situada nos finais do mundo conhecido, também significava a ligação entre a terra e mar, e servia de metáfora entre os domínios do material e do espiritual.

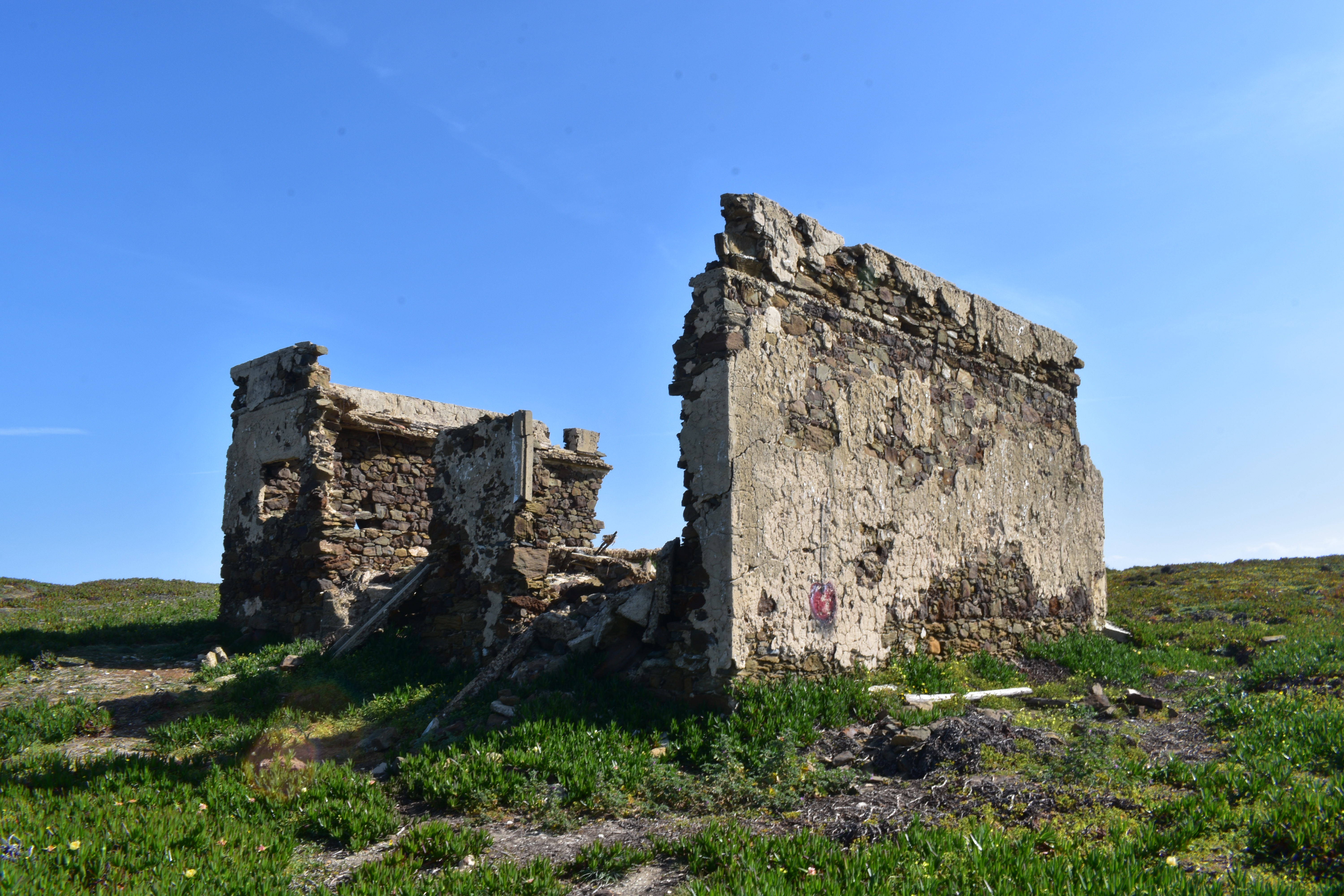
Ruínas do Posto da Guarda Fiscal, junto aos vestígios do Ribat

### Protecção e importância
O Ribat da Arrifana é uma estrutura única no território nacional, sendo provavelmente o único complexo religioso do período muçulmano na zona ocidental da Península Ibérica. Com efeito, em toda a península apenas se identificou outro Ribat, o de Guardamar, perto de Alicante. A importância do Ribat de Arrifana também advém da considerável quantidade de fontes que subsistem sobre o complexo e o seu fundador, Ibn Qasi, sendo relativamente bem conhecida a evolução histórica do Ribat, incluindo as causas e datas da sua construção e declínio. O Ribat é considerado o monumento do seu género mais importante em toda a Península, tendo a sua descoberta sido alvo das atenções de vários investigadores em toda a Europa. O sítio arqueológico foi visitado desde então por cidadãos de várias nações islâmicas, incluindo diplomatas e príncipes. O Ribat também é muito visitado pelos turistas.
O conjunto foi classificado como Monumento Nacional pelo Decreto n.º 25/2013, de 25 de Julho. Foi o primeiro vestígio arqueológico a possuir aquela categoria no concelho de Aljezur. Em 2014, o estado ainda tinha iniciado o processo para a aquisição dos terrenos onde se encontrava o Ribat, apesar de ter sido planeado no âmbito das obras da Sociedade Polis Litoral Sudoeste.

### Significado e composição
Um Ribat ou Rîbat é um complexo fortificado que também tinha funções religiosas, servindo de base a monges guerreiros de origem muçulmana, que faziam voto de pobreza. Desta forma, possuía vários edifícios religiosos, como uma mesquita, e outros que funções mais militares, como uma cavalariça. O complexo foi organizado de forma hierarquizada, de forma a corresponder a vários níveis de funcionalidade e simbolismo, tendo sido identificadas quatro grandes áreas, de funções diferentes, adaptadas à situação do terreno onde se encontravam. A península em que se situava o Ribat estava rodeada, do lado de terra, por um longo muro, do qual foram escavadas pelo menos duas partes.
O Ribat da Arrifana partilha algumas características com o de Guardamar e com outros no Norte de África, como a organização urbanística aberta, a falta de uma muralha de defesa, e a adaptação das estruturas à ondulação do terreno. No contexto do interior do Algarve, o Ribat fazia parte de um conjunto de estruturas militares relacionadas com Silves, que também incluía o Castelo de Alferce.

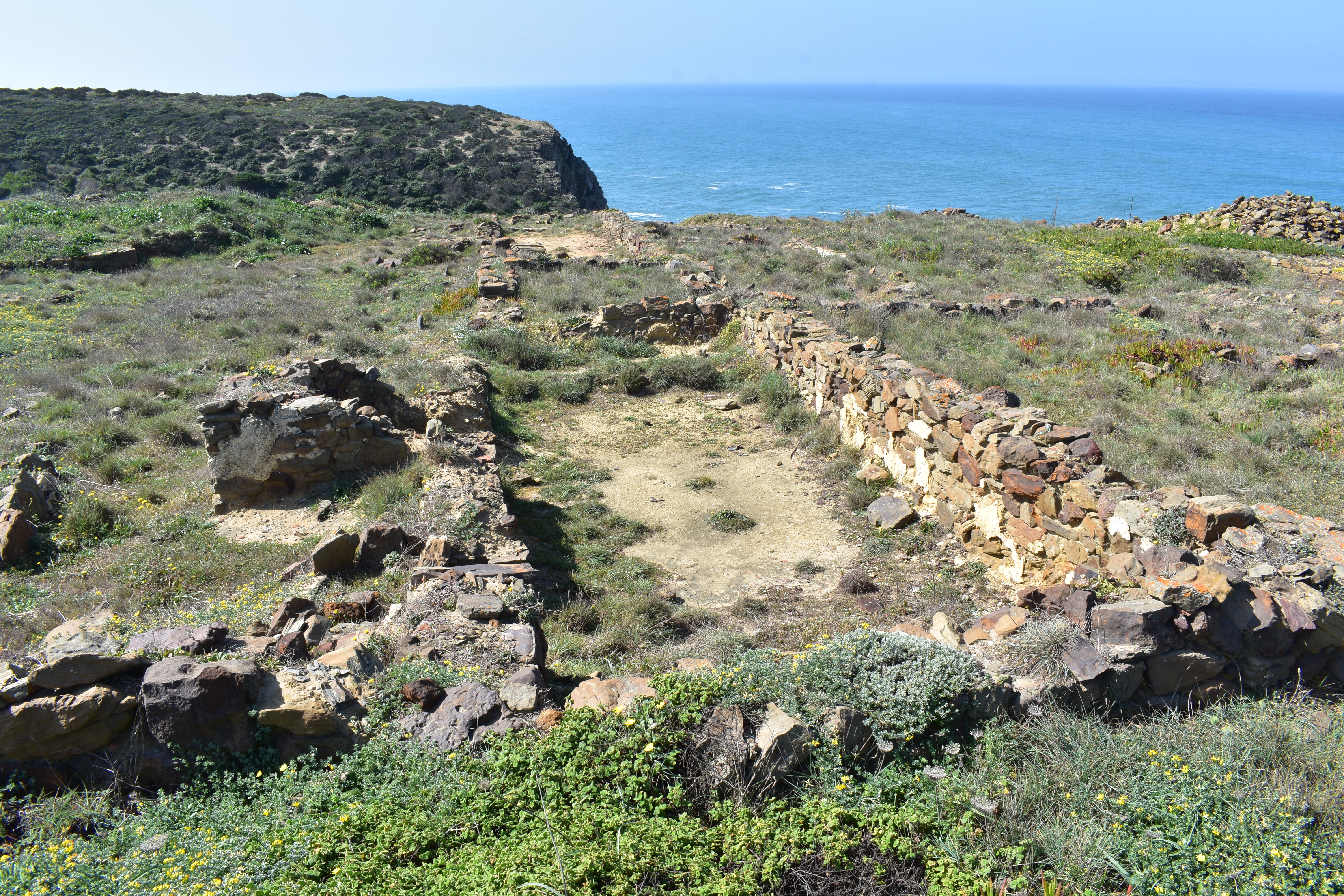
Sector 4 das ruínas, em 2020

#### Entrada e necrópole (Sector 4)
A entrada do Ribat fazia-se pelo lado Sudeste, onde estavam vários edifícios, incluindo duas ou três mesquitas, sendo talvez nesta área que se fazia a introdução aos princípios sufistas. Também no lado Sueste existia uma necrópole, como se pode comprovar pela existência de sessenta e cinco sepulturas, das quais sete foram totalmente investigadas. Estas sepulturas possuem formas rectangulares ou trapezoidais, mas são de tamanhos e constituições diferentes, tendo algumas sido anexadas às paredes das qiblas das mesquitas na zona da entrada. As sepulturas possuíam tumuli baixos em terra e estavam rodeadas por muretes em xisto, Cada sepultura foi utilizada para um só indivíduo, que foram enterrados em decubitus lateral, sobre o lado direito, no sentido de Sudoeste para Nordeste, e com a face virada para Sudeste, na direcção de Meca. Além das sepulturas de origem muçulmana, foram encontradas três que tinham orientação cristâ, que podem ter pertencido a combatentes cristãos que lutassem como islâmicos. Os túmulos tinham estelas anepígrafas de pequenas dimensões, excepto por duas delas, onde tinham sido gravados textos maiores, e que ainda se encontravam no local. Estas estelas epigrafas são consideradas de grande interesse, uma vez que são as únicas do período islâmico encontradas no seu local de origem, em toda a Península Ibérica. Segundo a arqueóloga Rosa Varela Gomes, a necrópole ainda se encontrava em bom estado de preservação, algo de pouco comum entre as estruturas daquele tipo do período islâmico. No limite Norte da necrópole encontrou-se um edifício que provavelmente serviria para a lavagem e preparação dos cadáveres para o enterramento, e que possuía uma bancada, um depósito para água e uma tina que tinha sido escavada no solo, e cujo pavimento e paredes foram revestidos com massa. Junto à necrópole existia uma zona, identificada como sector 4, que estava separada por um muro, e onde se situava uma escola corânica ou madraça, que tinha um pátio de grandes dimensões e várias celas anexas no sentido sueste. A necrópole pode ter sido rodeada por um muro.

#### Acesso à Ponta da Atalaia (Sectores 1 e 2)
Na zona Oeste, onde a península de estreitava, existia outra zona própria, classificada como sector 1, que seria provavelmente a parte mais activa dentro do ribat, e que serviria como ponto de controlo no acesso ao promontório da Atalaia. Esta seria a única forma de aceder à ponta em si, que era naturalmente protegida pelas arribas da costa. Esta zona de acesso estava densamente ocupada por edifícios, incluindo quatro mesquitas de planta rectangular, uma delas de grandes dimensões, que estava compartimentadas e tinham o mirabe virado para Meca, na mesma parede em que estava o portal de entrada. Também foram identificados vários edifícios rectangulares, dois deles de dimensões superiores, com pátios e divididos em vários compartimentos, que seriam certamente habitações. Foram descobertos edifícios residenciais de características muito semelhantes no Castelo de Salir. A poucos metros de distância das casas, no sentido Sul, fica o sector 2, onde estava uma pequena mesquita com vários anexos, mesmo junto à orla costeira, que provavelmente estaria reservada para uma figura de alta importância.

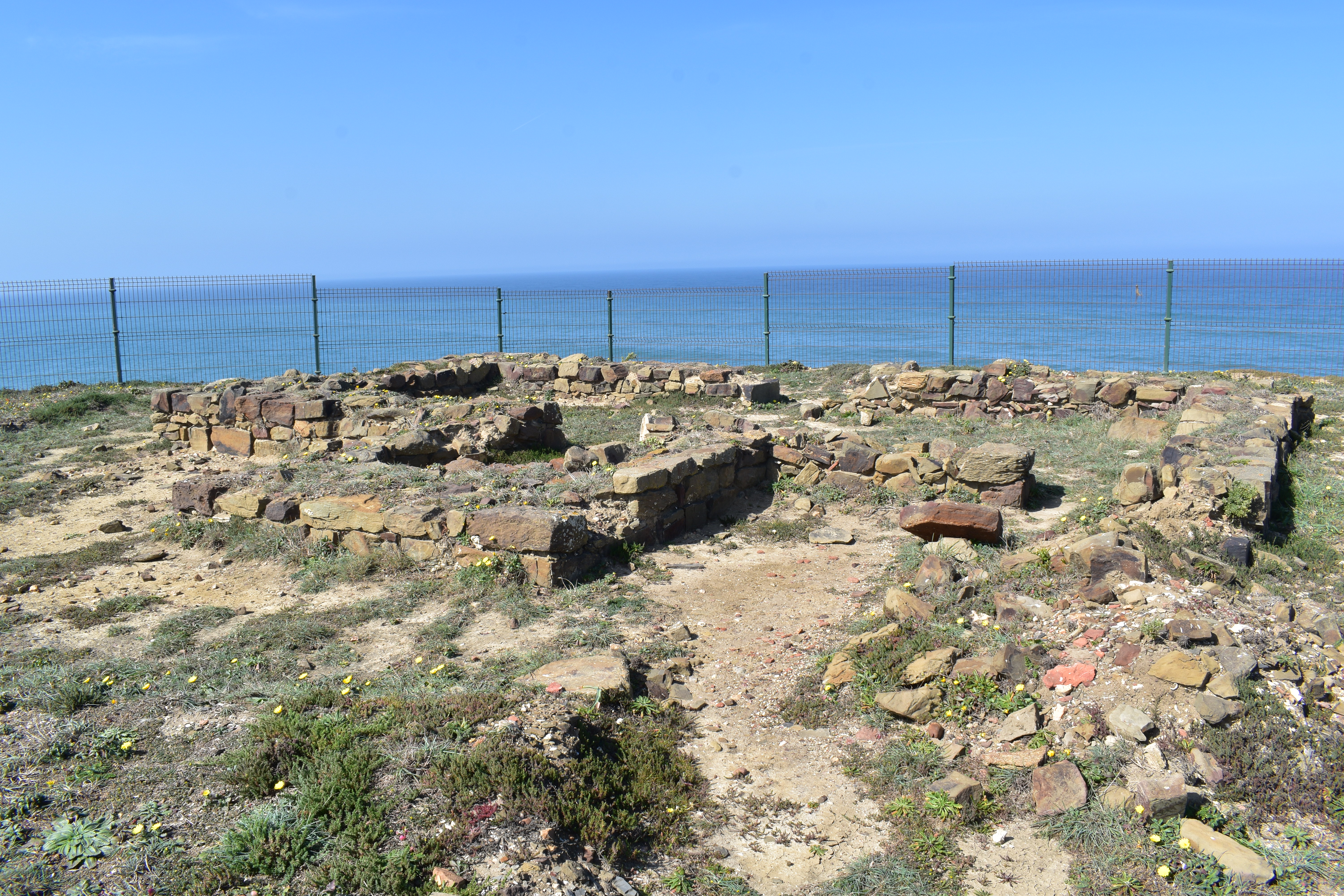
Ruínas da Mesquita, no sector III

#### Ponta da Atalaia (Sector 3)
No topo do promontório, classificado como sector 3, existia outro grupo de edifícios, incluindo uma mesquita com muro para orações e um minarete de planta circular. Aquele local seria provavelmente o mais sagrado em todo o complexo. Este núcleo terá sido provavelmente a primeira parte do Ribat a ser construída, podendo a mesquita ter sido utilizada pelo mestre, devido à sua localização simbólica, e à presença do minarete, que era utilizado para chamar os crentes para as suas orações diárias. Este minarete muito provavelmente também serviria para vigiar a costa, utilização que continuou a ter após a reconquista cristã, tendo sido reaproveitado no século XIV como torre de vigia.
As paredes dos edifícios foram construídas em taipa estucada e caiada sobre um embasamento de alvenaria em xistos, grauvaques e arenitos, enquanto que as coberturas seriam em madeira com telha de canudo, formando telhados de uma só água, ou terraços em madeira e terra crua. O solo dos edifícios era em terra batida.

### Espólio
No local foi encontrada uma quantidade de artefactos mais reduzida do que o habitual em contextos habitacionais, o que pode ser explicado pelo reduzido período de ocupação. Foram encontradas peças relacionadas com várias actividades diárias, tal como a preparação e o consumo de alimentos, caça e pesca, captura de moluscos, e fiação e tecelagem, e outras que apontam para uma utilização espiritual, como placas de xisto epigrafadas dentro da estrutura dos edifícios, muitos candis, alguns amuletos, e várias inscrições de fé a Deus. As peças de cerâmica encontradas são fragmentos de taças, púcaros, jarros ou jarras, alguidares e panelas, cujo estilo simples e decoração apontam para o intervalo entre os séculos XII e XIII. Também foi descoberta uma garrafa de vidro, cossouros, pesos de tear, vários objectos em osso e pedra, e outros em metal, como rolos de chumbo e armas. Também foram descobertos restos de alimentação, como vestígios de moluscos. Na necrópole, foram encontradas partes de esqueletos humanos.

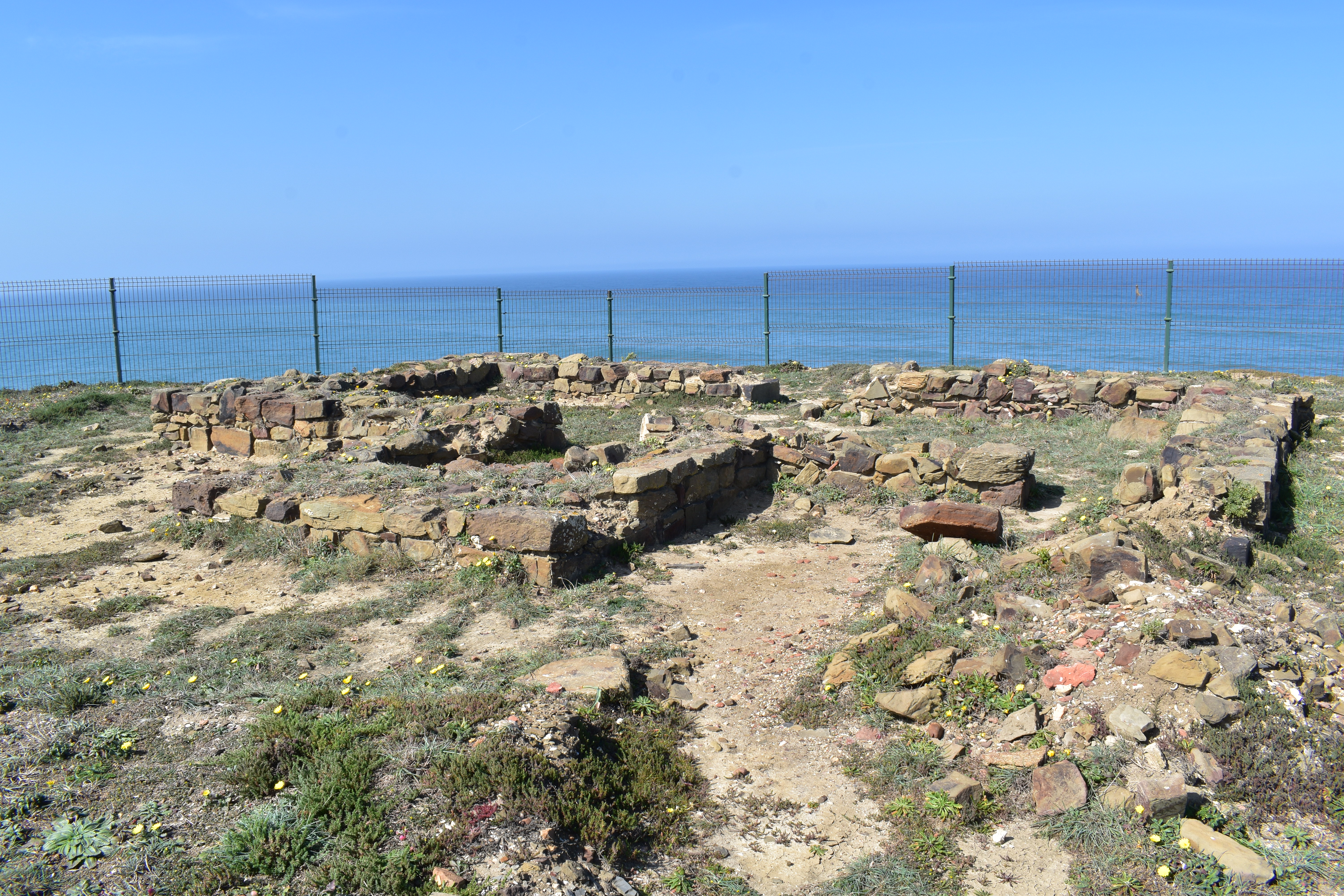
Pormenor de um Mihrab, no sector III das ruínas.

## História

### Construção e declínio
O Ribat foi fundado por Ibn Qasi, um líder islâmico natural de Silves. Originalmente um funcionário na alfândega daquela cidade, decidiu dedicar-se a fundo na religião, tendo entrado numa zauia ou azóia (ermida islâmica) na Arrifana, para iniciar uma vida de meditação e recolhimento, e oferecido metade dos seus bens aos mais pobres. Afirmou-se como mahdi, e criou um novo grupo político religioso, conhecido como movimento murídino. Envolveu-se numa Jihad (guerra santa) pelo domínio da região Sudeste da península, tendo combatido contra as dinastias almorávida e almóada, que controlavam as cidades de Silves e Faro. Ibn Qasi desenvolveu a azóia com o que restava dos seus bens, tornando-a num ribat, que seria a base para a sua força espiritual e militar. A fundação do Ribat em si foi feita por volta de 1130. O complexo passou por três fases distintas de expansão, como pode ser provado pelos vestígios de obras de ampliação e renovação dos edifícios, principalmente na maior mesquita.
O Ribat atingiu uma grande importância ainda durante o domínio mouro, tendo sido referido por vários historiadores e geógrafos daquele período, incluindo Ibn al-Abbār, que referiu que Ibn Qasi se tinha retirado para o mosteiro da Arrifana, que estava localizado na costa marítima, e Yaqût, que no século XIII descreveu a zona de al-Rihana (Arrifana) como estado situada na faixa costeira a Norte do cabo do Algarve, posteriormente conhecido como Cabo de São Vicente. Outra figura importante que referiu Ibn Qasī foi Alexandre Herculano, que o identificou como aliado do primeiro monarca português, Dom Afonso Henriques. Ao fim de alguns anos, os murídinos assumiram-se como a maior potência na região, tendo chegado a dominar em 1144 a taifa de Silves, todo o Algarve e parte do Baixo Alentejo, derrotando as forças da família Banu Al-Mallah e dos Almorávidas. Em 1151, Ibn Qasi fez uma tentativa de aliança com o primeiro monarca português, Dom Afonso Henriques, contra Abde Almumine, senhor do Gharb al-Ândalus, embora tenha falhado devido ao assassinato de Ibn Qasi nesse mesmo ano, em Silves. Devido à morte de Ibn Qasi, o ribat foi abandonado apenas alguns anos depois. O movimento muridíne ainda continuou durante alguns nos após a morte do seu mentor, tendo mantido a praça de Tavira até 1167.

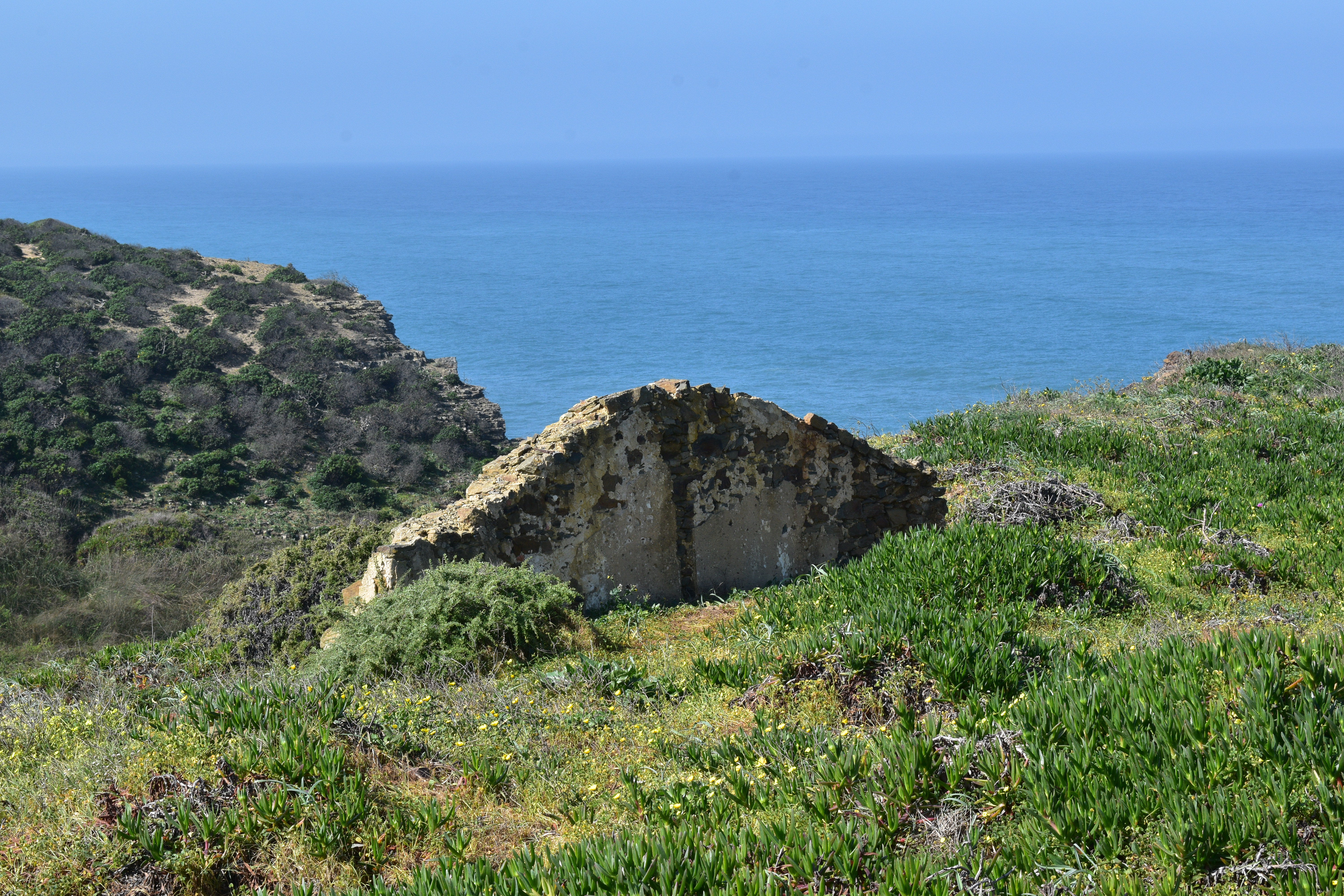
Restos de um muro junto às ruínas do Ribat.

### Ocupação posterior
No século XIV, o antigo minarete foi convertido numa torre de atalaia, que resistiu até ao século XVIII, e que deu o nome à Ponta da Atalaia. Posteriormente, foram construídos dois edifícios em cima das ruínas, na zona sueste, consistindo numa casa rural e num posto da guarda fiscal.
Em 1943, durante a Segunda Guerra Mundial, a zona da Arrifana e da Ponta da Atalaia foi palco da Batalha de Aljezur, entre aviões britânicos e alemães.

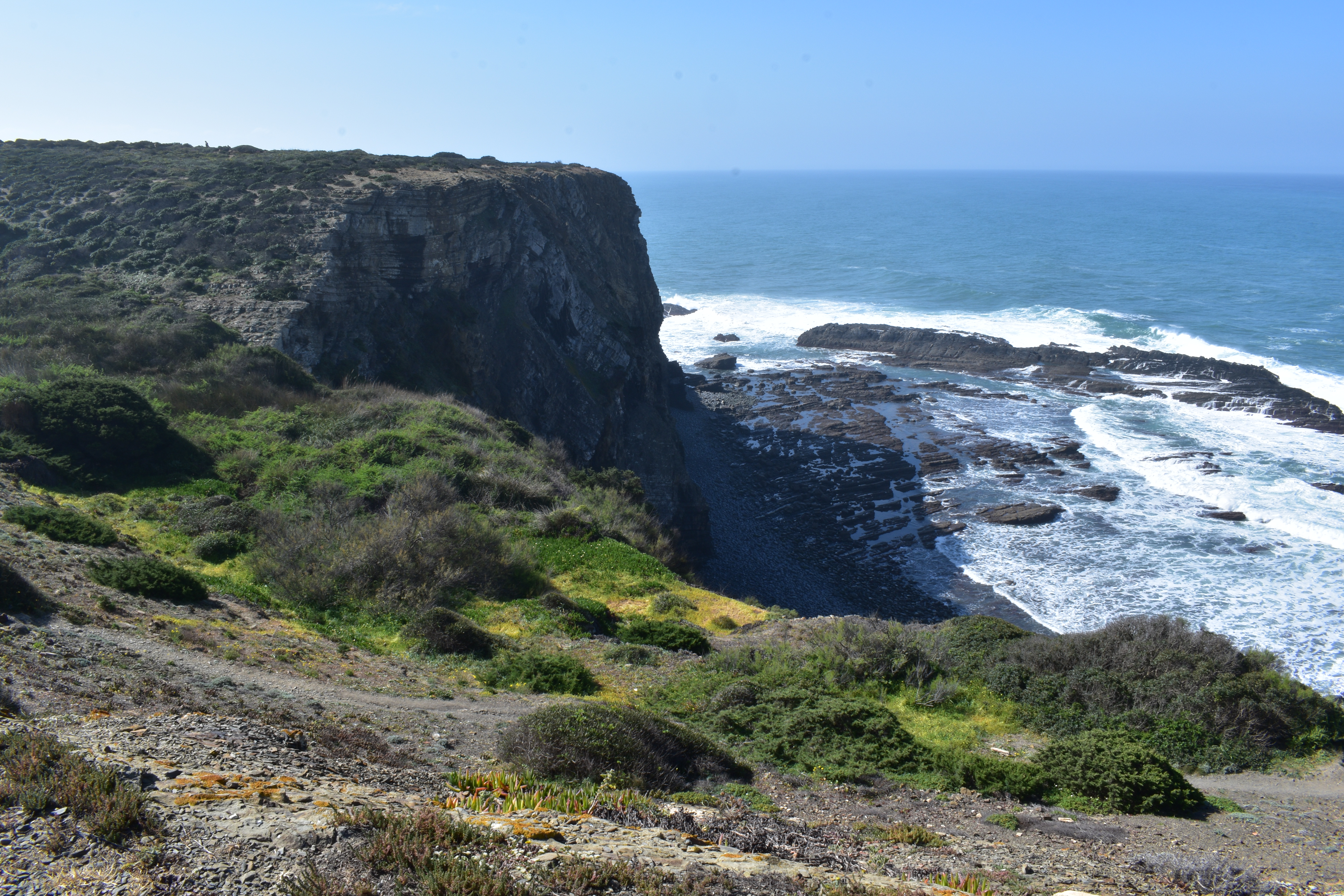
Golfo a Sudoeste do Ribat da Arrifana

### Redescoberta
A localização primitiva do Ribat da Arrifana perdeu-se, tendo vários historiadores avançado a hipótese que estava situado no interior Castelo de Aljezur ou no Forte da Arrifana, situado nas proximidades da praia com o mesmo nome. Embora as ruínas na área da Ponta da Atalaia sejam conhecidas pelo menos desde o século XIX, só em 2001 é que estas foram identificadas como sendo o antigo Ribat de Arrifana, pelo casal de arqueólogos Mário e Rosa Varela Gomes. Em seguida, foram feitas várias pesquisas arqueológicas no local, tendo sido encontrados vestígios de edifícios em pedra e taipa, incluindo várias mesquitas, uma grande necrópole, um muro para orações, a base de um minarete circular, uma escola corânica (madrasa). As escavações arqueológicas iniciaram-se em 2002, sobe a orientação de Rosa Varela Gomes e Mário Varela Gomes.
Em 2012, foi descoberta a lápide de uma sepultura, com o nome Ibrāhīm bn Sulaymān bn Hayyān, falecido em 1148, que poderia ter sido um peregrino ou um monge que morreu no local, ou um guerreiro que teria perecido em batalha e depois transferido para a Arrifana. Em 17 de Julho de 2013, o Ribat foi classificado como monumento nacional, tendo o decreto correspondente ordenado a preservação das ruínas, tanto as originais como as relativas à reutilização do complexo nos séculos XIV e XV, quando foi reaproveitado o minarete. Determinou igualmente a demolição das ruínas de dois edifícios construídos posteriormente, um posto da guarda fiscal e uma habitação rural.
Em 22 Julho de 2014, a Universidade Nova de Lisboa noticiou que estavam a decorrer pesquisas arqueológicas no local, coordenadas por Rosa Varela Gomes e Mário Varela Gomes, professores do Departamento de História da Faculdade de Ciências Sociais e Humanas da Universidade Nova de Lisboa, e arqueólogos do Instituto de Arqueologia e Paleociências da mesma universidade. Nas investigações colaboraram as antropólogas Nathalie Antunes Ferreira e Filipa Amado dos Santos, e vários alunos de arqueologia da Faculdade. Durante as pesquisas, foram encontradas várias sepulturas, das quais quatro ainda encerravam vestígios osteológicos, que iriam permitir a realização de estudos bioantropológicos e relativos a rituais. De forma a serem analisados, os fragmentos de ossos foram enviados para o Laboratório de Arqueologia da Faculdade. No total da campanha arqueológica, foram escavadas sete sepulturas e encontrados sete esqueletos, sendo um deles pertencente a um individuo do sexo feminino, algo de considerado pouco usual, dada a natureza do Ribat, embora pudesse ter vivido no seu interior. Um dos principais achados durante a campanha foi a descoberta de um lanço da muralha, com cerca de 10 m. Esta campanha foi financiada pela fundação suíça Max van Berchem. Ao contrário do que se passou em anos anteriores, a campanha de 2014 não teve o apoio da Fundação Gulbenkian nem da autarquia de Aljezur. Até 2014, apenas tinha sido escavado um terço da área do Ribat, uma vez que as campanhas arqueológicas realizadas até essa altura apenas tinham sido de curta duração.

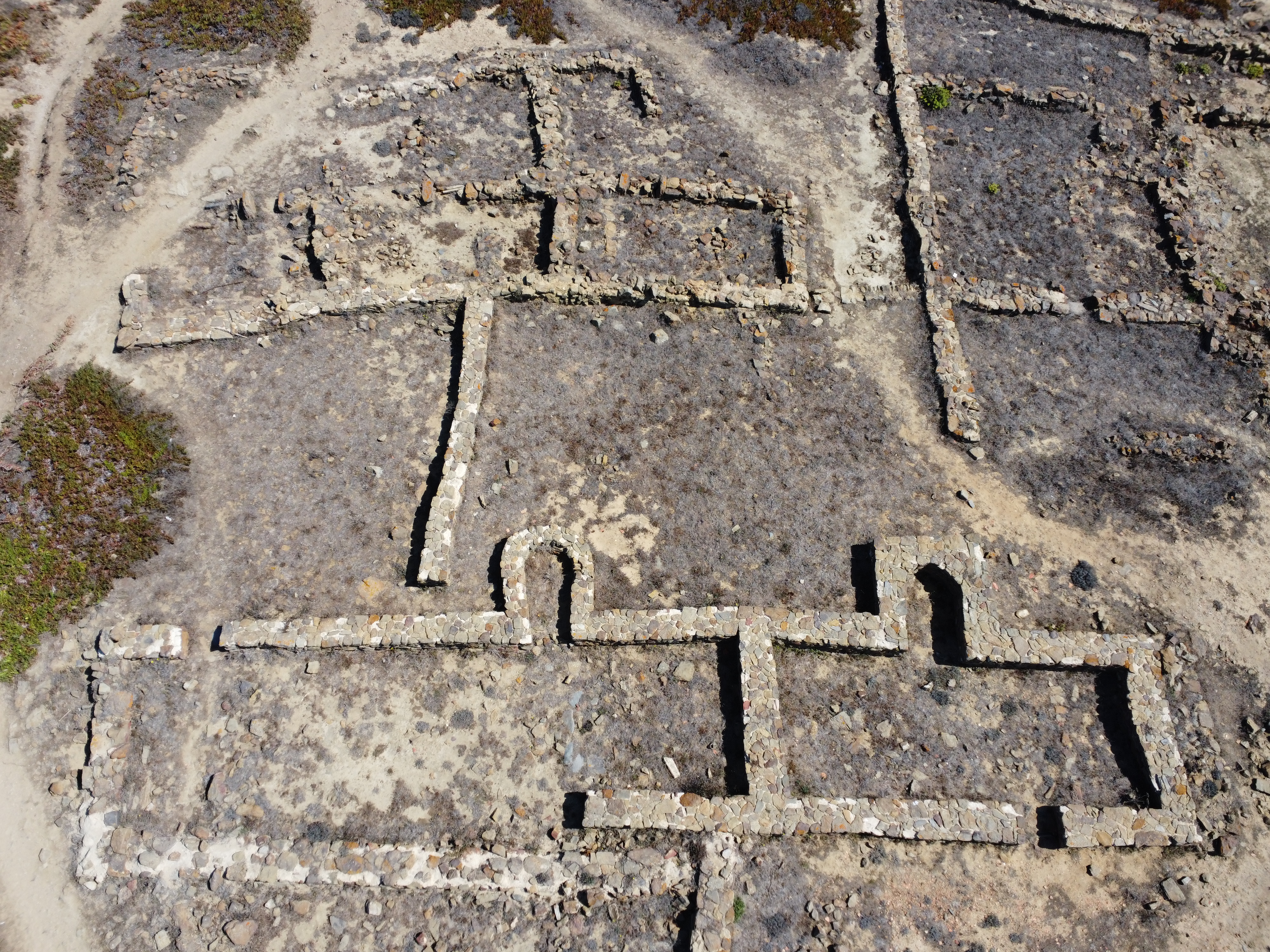
Parte das ruínas vistas de cima, em Setembro de 2023.

Em Junho de 2015, a Associação Sócio Cultural de Aljezur e a Direcção Regional de Cultura do Algarve organizaram um encontro nacional de artistas em Aljezur, que incluiu um passeio a pé com passagem pelo Ribat da Arrifana.
Em Agosto de 2016, o Ministro da Cultura, Luís Filipe Castro Mendes, visitou o Ribat da Arrifana, e esteve em reunião com o representante em Portugal da fundação suíça Aga Khan Trust For Culture, o presidente da Câmara de Aljezur, José Amarelinho, membros da Associação de Defesa do Património Histórico e Arqueológico de Aljezur, a directora regional de Cultura do Algarve, e o director de Bens Culturais da Direcção-Geral da Cultura. Nessa altura, a fundação Aga Khan mostrou-se interessada em fazer uma parecia com o governo português, de forma a continuar as pesquisas arqueológicas no Ribat, e construir um centro de interpretação. No entanto, o processo estava num impasse devido à resistência do dono dos terrenos onde estava o Ribat, com o qual as negociações já decorriam há vários anos, sem sucesso. O proprietário exigia o valor de 1,2 milhões de Euros pelo terreno, quantia considerada exagerada pelo governo, uma vez que aquela área estava situada no parque natural e mesmo junto à falésia, o que impossibilitava a construção de um empreendimento turístico. O ministro admitiu igualmente que, caso as negociações não tivessem sucesso, o governo poderia avançar com a expropriação dos terrenos, de acordo com a classificação do Ribat como monumento nacional. O governante classificou igualmente o Ribat como um tesouro nacional, devido à sua localização, e ao seu valor histórico, patrimonial e cultural. Por seu turno, o representante da fundação Aga Khan em Portugal, o comendador Nazim Ahmad, sublinhou que a valorização deste monumento seria não só importante a nível concelhio e nacional, mas também a nível internacional, sendo de interesse para as instituições de ensino superior, e para os arqueólogos e outros investigadores de cultura islâmica. Desta forma, defendeu a construção de um centro de interpretação e de estudos, que além de informar os turistas, também iria apoiar os arqueólogos, os estudantes e outros investigadores.
Em Agosto de 2018, o historiador marroquinho Ahmed Tahiri lançou o seu livro Aljezur e o Ribāt al-Rayhâna na história do Gharb al-Andalus, na Junta de Freguesia de Aljezur. Esta obra, publicada pela Associação de Defesa do Património Histórico e Arqueológico de Aljezur, foi escrita em português e árabe, e procurou estudar a fundo vários aspectos de Aljezur e do Ribāt da Arrifana, no contexto geográfico do Gharb Al-Andalus. Nesse ano, os terrenos onde se encontravam o Ribat ainda eram propriedade privada, o que impedia a realização de estudos mais rigorosos e a valorização do complexo. Em Novembro desse ano, a secretária de estado da cultura, Ângela Ferreira, discursou sobre os investimentos na cultura do Algarve, tendo apontado a o Ribat da Arrifana como uma das obras a iniciar em 2019, e afirmado que a questão do Ribat estava a ser tratada entre o Ministério da Cultura e a Direcção Geral do Património Cultural. Numa entrevista em Março de 2019, Adriana Freire Nogueira, directora regional de Cultura do Algarve, informou que a intervenção no Ribat da Arrifana, no valor de 500 mil Euros, era uma das seis consideradas urgentes nos monumentos do Algarve, até 2020.
Em 10 de Julho de 2019, foi assinado um protocolo de cooperação para a investigação e preservação do Ribat da Arrifana, entre a Universidade Nova de Lisboa, o Ministério da Cultura, a autarquia de Aljezur e a associação Aga Khan Trust For Culture. Aquele protocolo tinha como propósito a investigação, preservação e valorização do complexo, e promovê-lo junto do público, através da construção de um centro interpretativo. Além de manter o monumento em si e o seu espólio, também deveria ser preservado o contexto paisagístico em se insere o Ribat. Em Novembro de 2021, foi assinado o Plano de Acção Plurianual para a implementação e gestão do Centro Interpretativo do Ribat da Arrifana, na Câmara Municipal de Aljezur, cerimónia que contou com a participação da ministra da Cultura, Graça Fonseca, e a secretária de Estado Adjunta e do Património Cultural, Ângela Ferreira. Este plano foi criado no âmbito do protocolo assinado em 2019, e incluiu um conjunto de medidas para a preservação, estudo e aproveitamento do monumento, como a instalação de um centro interpretativo e a realização de mais trabalhos arqueológicos, tendo sido principalmente financiado pelo fundo Aga Khan. Graça Fonseca destacou principalmente a construção do centro interpretativo, que iria «permitir mais conhecimento e mais investigação, e que mais pessoas venham conhecer este espaço que conta um pouco da história do nosso país, numa perspectiva que cruza cultura com turismo e que, acreditamos, é um bom modelo de desenvolvimento económico do ponto de vista territorial».

## Leitura recomendada
- TAHIRI, Ahmed (2018). Aljezur e o Ribât Al-Rayhâna na história do Gharb Al Andalus. Traduzido por SILVÉRIO, Silvina e TAHIRI, Ahmed. Aljezur: Associação de Defesa do Património Histórico e Arqueológico de Aljezur e Fundação al-Idrisi Hispano Marroquina. 98 páginas
- GOMES, Rosa Varela; GOMES, Mário Varela; TORRES, Carmen Barceló (2008). O ribat da Arrifana (Aljezur). Albufeira: Câmara Municipal de Albufeira. 27 páginas. ISBN 978-972-8124-33-5